# Пауеј (Калифорнија)
Пауеј (енгл. Poway) град је у америчкој савезној држави Калифорнија. По попису становништва из 2010. у њему је живело 47.811 становника.

## Демографија
Према попису становништва из 2010. у граду је живело 47.811 становника, што је 233 (0,5%) становника мање него 2000. године.
| Група             | 2000.          | 2010.          |
| Белци             | 37.092 (77,2%) | 33.041 (69,1%) |
| Афроамериканци    | 800 (1,7%)     | 783 (1,6%)     |
| Азијати           | 3.584 (7,5%)   | 4.853 (10,2%)  |
| Хиспаноамериканци | 4.974 (10,4%)  | 7.508 (15,7%)  |
| Укупно            | 48.044         | 47.811         |